# Willard Huyck
Willard Miller Huyck (* 8. September 1945 in Los Angeles, Kalifornien) ist ein US-amerikanischer Regisseur, Produzent und Drehbuchautor.

## Leben
Sein Debüt als Drehbuchautor gab Huyck 1969 mit dem Film Die Teuflische Acht. Vier Jahre später trat er ein zweites Mal im Filmgeschäft in Erscheinung und gab sein Debüt als Regisseur mit dem Film Messias des Bösen, den er auch selbst produzierte und das Drehbuch verfasste. 1973 arbeitete er bei dem Film American Graffiti erstmals mit George Lucas zusammen. Für das gemeinsam geschriebene Drehbuch wurden die beiden zusammen mit Gloria Katz, seit dem 25. November 1969 Huycks Ehefrau, 1974 für den Oscar nominiert. 1975 war Huyck an dem Drehbuch zur Filmkomödie Abenteurer auf der Lucky Lady beteiligt, 1979 inszenierte er mit Wer geht denn noch zur Uni? seinen zweiten Film als Regisseur. Für sein Drehbuch zu dem 1984 entstandenen Abenteuerfilm Indiana Jones und der Tempel des Todes wurde Huyck 1985 für einen Saturn Award nominiert. Im Anschluss inszenierte Huyck den Kriegsfilm Angriff ist die beste Verteidigung, wiederum nach seinem eigenen Drehbuch, basierend auf einem Roman von Robert Grossbach. 1986 kam es zu einer weiteren Kooperation mit George Lucas. Huyck inszenierte den von diesem produzierten Film Howard – Ein tierischer Held, der seine bisher letzte Regiearbeit ist. Für das von ihm selbst geschriebene Drehbuch wurde er 1987 mit der Goldenen Himbeere ausgezeichnet. 1989 entstand der Fernsehfilm Mütter, Töchter und Liebhaber, Huyck schrieb hierfür das Drehbuch und war außerdem als Ausführender Produzent an dem Projekt beteiligt. Fünf Jahre später folgte das Drehbuch zu Radioland Murders – Wahnsinn auf Sendung, 2008 schrieb er das Script zu Secrets of a Hollywood Nurse, einem Fernsehfilm.

## Filmografie (Auswahl)
- 1969: Die Teuflische Acht (The Devil's 8, Drehbuch)
- 1973: Messias des Bösen (Messiah of Evil, Drehbuch, Regie, Produktion)
- 1973: Abenteurer auf der Lucky Lady (Lucky Lady, Drehbuch)
- 1975: American Graffiti (Drehbuch)
- 1979: Wer geht denn noch zur Uni? (French Postcards, Drehbuch, Regie)
- 1984: Indiana Jones und der Tempel des Todes (Indiana Jones and the Temple of Doom, Drehbuch)
- 1984: Angriff ist die beste Verteidigung (Best Defense, Drehbuch, Regie)
- 1986: Howard – Ein tierischer Held (Howard the Duck, Drehbuch, Regie)
- 1989: Mütter, Töchter und Liebhaber (Mothers, Daughters and Lovers, Drehbuch, Fernsehfilm)
- 1994: Radioland Murders – Wahnsinn auf Sendung (Radioland Murders, Drehbuch)